# Гринфилд (Охајо)
Гринфилд (енгл. Greenfield) град је у америчкој савезној држави Охајо.

## Демографија
По попису из 2010. године број становника је 4.639, што је 267 (-5,4%) становника мање него 2000. године.
| Група             | 2000.         | 2010.         |
| Белци             | 4.683 (95,5%) | 4.436 (95,6%) |
| Афроамериканци    | 108 (2,2%)    | 81 (1,7%)     |
| Азијати           | 4 (0,1%)      | 9 (0,2%)      |
| Хиспаноамериканци | 34 (0,7%)     | 35 (0,8%)     |
| Укупно            | 4.906         | 4.639         |